# Prova da irracionalidade de π
No século XVIII, Johann Heinrich Lambert provou que o número π (pi) é irracional. Em outras palavras, ele não pode ser expresso como uma fração a/b, em que a é um número inteiro e b é um inteiro não nulo. No século XIX, Charles Hermite encontrou uma prova que não requer nenhum pré-requisito de conhecimento além de cálculo básico. Três simplificações da prova de Hermite são devidas a Maria Cartwright, Ivan Niven e Bourbaki. Outra prova, que é uma simplificação da prova de Lambert, é devida a Miklós Laczkovich.
Em 1882, Ferdinand von Lindemann provou que π não só é irracional, como também é transcendental.

## Prova de Lambert

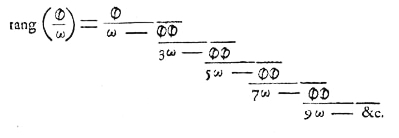
Digitalização de uma fórmula da página 288 de "Mémoires sur quelques propriétés remarquables des quantités transcendantes, circulares, et logarithmiques" de Lambert, Mémoires de l'Académie royale des sciences de Berlim (1768), 265–322

Em 1761, Lambert provou que π é irracional mostrando primeiro que vale a seguinte expansão em frações continuas:
{\displaystyle \tan(x)={\cfrac {x}{1-{\cfrac {x^{2}}{3-{\cfrac {x^{2}}{5-{\cfrac {x^{2}}{7-{}\ddots }}}}}}}}.}
Em seguida, Lambert provou que, se x é diferente de zero e racional, então esta expressão deve ser irracional. Como tan(π/4) = 1, segue-se que π/4 é irracional e, portanto, que π é irracional. Uma simplificação da prova de Lambert é dada abaixo.

## Prova de Hermite
Esta prova utiliza a caracterização de π como o menor número positivo cuja metade é um zero da função cosseno e na verdade prova que π2 é irracional. Como em muitas demonstrações de irracionalidade, a argumentação é feita por redução ao absurdo.
Considere as sequências (An)n ≥ 0 e (Un)n ≥ 0 de funções de R em R, assim definidas:
1. {\displaystyle A_{0}(x)=\sin(x);\,}
2. {\displaystyle (\forall n\in \mathbb {Z} _{+}):A_{n+1}(x)=\int _{0}^{x}yA_{n}(y)\,dy;}
3. {\displaystyle U_{0}(x)={\frac {\sin(x)}{x}};}
4. {\displaystyle (\forall n\in \mathbb {Z} _{+}):U_{n+1}(x)=-{\frac {U_{n}'(x)}{x}}.}

Pode-se provar por indução que
{\displaystyle (\forall n\in \mathbb {Z} _{+}):A_{n}(x)={\frac {x^{2n+1}}{(2n+1)!!}}-{\frac {x^{2n+3}}{2\times (2n+3)!!}}+{\frac {x^{2n+5}}{2\times 4\times (2n+5)!!}}\mp \cdots }
e que
{\displaystyle (\forall n\in \mathbb {Z} _{+}):U_{n}(x)={\frac {1}{(2n+1)!!}}-{\frac {x^{2}}{2\times (2n+3)!!}}+{\frac {x^{4}}{2\times 4\times (2n+5)!!}}\mp \cdots }
e, por conseguinte, que
{\displaystyle U_{n}(x)={\frac {A_{n}(x)}{x^{2n+1}}}.}
Logo,
{\displaystyle {\frac {A_{n+1}(x)}{x^{2n+3}}}=U_{n+1}(x)=-{\frac {U_{n}'(x)}{x}}=-{\frac {1}{x}}{\frac {d}{dx}}\left({\frac {A_{n}(x)}{x^{2n+1}}}\right),}
o que é equivalente a
{\displaystyle A_{n+1}(x)=(2n+1)A_{n}(x)-xA_{n}'(x)=(2n+1)A_{n}(x)-x^{2}A_{n-1}(x).\,}
Segue disto por indução, e do fato de que A0(x) = sin(x) e que A1(x) = −x cos(x) + sin(x), que An(x) pode ser escrito como Pn(x2)sin(x) + xQn(x2)cos(x), em que Pn e Qn são funções polinomiais com coeficientes inteiros, sendo que o grau de Pn é menor ou igual a ⌊n/2⌋. Em particular, An(π/2) = Pn(π2/4).
Hermite também forneceu uma expressão fechada para a função An, a saber
{\displaystyle A_{n}(x)={\frac {x^{2n+1}}{2^{n}n!}}\int _{0}^{1}(1-z^{2})^{n}\cos(xz)\,dz.}
Ele não justificou esta afirmação, mas ela pode ser comprovada facilmente. Primeiramente, esta afirmação é equivalente a
{\displaystyle {\frac {1}{2^{n}n!}}\int _{0}^{1}(1-z^{2})^{n}\cos(xz)\,dz={\frac {A_{n}(x)}{x^{2n+1}}}=U_{n}(x).}
Procedendo por indução, considere n = 0.
{\displaystyle \int _{0}^{1}\cos(xz)\,dz={\frac {\sin(x)}{x}}=U_{0}(x)}
e, para o passo de indução, considere qualquer n ∈ Z+. Se
{\displaystyle {\frac {1}{2^{n}n!}}\int _{0}^{1}(1-z^{2})^{n}\cos(xz)\,dz=U_{n}(x),}
então, usando integração por partes e a regra de Leibniz, obtém-se
{\displaystyle {\begin{aligned}&{}\quad {\frac {1}{2^{n+1}(n+1)!}}\int _{0}^{1}(1-z^{2})^{n+1}\cos(xz)\,dz\\&={\frac {1}{2^{n+1}(n+1)!}}{\Biggl (}\overbrace {\left.(1-z^{2})^{n+1}{\frac {\sin(xz)}{x}}\right|_{z=0}^{z=1}} ^{=\,0}+\int _{0}^{1}2(n+1)(1-z^{2})^{n}z{\frac {\sin(xz)}{x}}\,dz{\Biggr )}\\[8pt]&={\frac {1}{x}}\cdot {\frac {1}{2^{n}n!}}\int _{0}^{1}(1-z^{2})^{n}z\sin(xz)\,dz\\[8pt]&=-{\frac {1}{x}}\cdot {\frac {d}{dx}}\left({\frac {1}{2^{n}n!}}\int _{0}^{1}(1-z^{2})^{n}\cos(xz)\,dz\right)\\[8pt]&=-{\frac {U_{n}'(x)}{x}}=U_{n+1}(x).\end{aligned}}}
Se π2/4 = p/q, com p e q em N, então, uma vez que os coeficientes de Pn são números inteiros e o seu grau é menor ou igual a ⌊n/2⌋, o número p⌊n/2⌋Pn(π2/4) é algum inteiro N. Em outras palavras,
{\displaystyle {\begin{aligned}N&=q^{\left\lfloor {\frac {n}{2}}\right\rfloor }A_{n}\left({\frac {\pi }{2}}\right)\\&=q^{\left\lfloor {\frac {n}{2}}\right\rfloor }{\frac {\left({\frac {p}{q}}\right)^{n+{\frac {1}{2}}}}{2^{n}n!}}\int _{0}^{1}(1-z^{2})\cos \left({\frac {\pi }{2}}z\right)\,dz.\end{aligned}}}
Mas este número é claramente maior do que 0; portanto, N ∈ N. Por outro lado,
{\displaystyle \lim _{n\in \mathbb {N} }q^{\left\lfloor {\frac {n}{2}}\right\rfloor }{\frac {\left({\frac {p}{q}}\right)^{n+{\frac {1}{2}}}}{2^{n}n!}}=0.}
e assim, se n é suficientemente grande, N < 1. Deste modo, obteve-se uma contradição.
Hermite não apresentou a sua prova como um fim em si, mas como uma reflexão posterior em sua busca por uma prova da transcendência de π. Ele discutiu as relações de recorrência para motivar e obter uma representação integral conveniente. Uma vez que esta representação integral é obtida, existem várias formas de apresentar uma prova sucinta e autocontida a partir do integral (como nas apresentações de Cartwright, Bourbaki ou Niven), que podiam ser vistas por Hermite (como ele fez em sua prova da transcendência de e).
Além disso, a prova de Hermite é mais próxima da prova de Lambert do que parece. Na verdade, An(x) é o "resíduo" (ou "resto") da fração contínua de Lambert para tan(x).

## Prova de  Cartwright
Harold Jeffreys escreveu que esta prova foi colocada como um exemplo em um exame na Universidade de Cambridge, em 1945 por Mary Cartwright, mas que ela não havia identificado a sua origem.
Considere as integrais
{\displaystyle I_{n}(x)=\int _{-1}^{1}(1-z^{2})^{n}\cos(xz)\,dz,}
em que n é um número inteiro não negativo.
Duas integrações por partes resultam na relação de recorrência
{\displaystyle (\forall n\in \mathbb {N} \setminus \{1\}):x^{2}I_{n}(x)=2n(2n-1)I_{n-1}(x)-4n(n-1)I_{n-2}(x).}
Se
{\displaystyle J_{n}(x)=x^{2n+1}I_{n}(x),\,}
então isso se torna
{\displaystyle J_{n}(x)=2n(2n-1)J_{n-1}(x)-4n(n-1)x^{2}J_{n-2}(x).}
Além disso, J0(x) = 2sen(x) e J1(x) = -4x cos(x) + 4sen(x). Assim, para todo n ∈ Z+,
{\displaystyle J_{n}(x)=x^{2n+1}I_{n}(x)=n!{\bigl (}P_{n}(x)\sin(x)+Q_{n}(x)\cos(x){\bigr )},\,}
em que Pn(x) e Qn(x) são polinômios de grau ≤ 2n, e com coeficientes inteiros (que dependem de n).
Tome x = π/2, e suponha, se possível, que π/2 = a/b, sendo a e b números naturais (em outras palavras, suponha que π é racional). Então,
{\displaystyle {\frac {a^{2n+1}}{n!}}I_{n}\left({\frac {\pi }{2}}\right)=P_{n}\left({\frac {\pi }{2}}\right)b^{2n+1}.}
O lado direito é um número inteiro. Mas 0 < In(π/2) < 2 uma vez que o intervalo [−1, 1] tem comprimento 2 e a função que está sendo integrada assume apenas valores entre 0 e 1. Por outro lado,
{\displaystyle {\frac {a^{2n+1}}{n!}}\to 0{\text{ as }}n\to \infty .}
Assim, para n suficientemente grande
{\displaystyle 0<{\frac {a^{2n+1}I_{n}\left({\frac {\pi }{2}}\right)}{n!}}<1,}
isto é, seria possível encontrar um número inteiro entre 0 e 1. Essa é uma contradição que decorre da hipótese de que π é racional.
Esta prova é semelhante à de Hermite. De fato,
{\displaystyle {\begin{aligned}J_{n}(x)&=x^{2n+1}\int _{-1}^{1}(1-z^{2})^{n}\cos(xz)\,dz\\&=2x^{2n+1}\int _{0}^{1}(1-z^{2})^{n}\cos(xz)\,dz\\&=2^{n+1}n!A_{n}(x).\end{aligned}}}
No entanto, é claramente mais simples. Consegue-se isso passando a definição indutiva das funções An e tomando como ponto de partida a sua expressão como uma integral.

## Prova de Niven
Esta prova utiliza a caracterização de π como o menor raiz positivo da função seno.
Suponha que π é racional, ou seja, que  π = a /b para certos inteiros a e b ≠ 0 que, sem perda de generalidade, podem ser tomados positivos. Dado qualquer inteiro positivo n, define-se a função polinomial f de R em R por
{\displaystyle f(x)={\frac {x^{n}(a-bx)^{n}}{n!}}}
e, para cada x ∈ R denote por
{\displaystyle F(x)=f(x)-f''(x)+f^{(4)}(x)+\cdots +(-1)^{j}f^{(2j)}(x)+\cdots +(-1)^{n}f^{(2n)}(x)}
a soma alternada de f e com suas primeiras n derivadas de ordem par.
Afirmação 1: F(0) + F(π) é um número inteiro.
Prova:
Expandindo f como uma soma de monômios, o coeficiente de xk é um número da forma ck /n! em que ck é um número inteiro, que é 0 se k < n. Portanto, f (k)(0) é 0 quando k < n e é igual a (k! /n!) ck se n ≤ k ≤ 2n; em ambos os casos, f (k)(0) é um número inteiro e, portanto, F(0) é um número inteiro.
Por outro lado, f(π – x) = f(x) e portanto, (–1)kf (k)(π – x) = f (k)(x) para cada inteiro não negativo k. Em particular, (–1)kf (k)(π) = f (k)(0). Portanto, f (k)(π) também é um número inteiro e assim F(π) é um inteiro (na verdade, é fácil ver que F(π) = F(0), mas isto não é relevante para a prova). Desde que F(0) e F(π) são números inteiros, a sua soma também é.
Afirmação 2:
{\displaystyle \int _{0}^{\pi }f(x)\sin(x)\,dx=F(0)+F(\pi )}
Prova: Como f (2n + 2) é o polinômio nulo, tem-se
{\displaystyle F''+F=f.\,}
As derivadas das funções seno e cosseno são dadas por sen' = cos e cos' = −sen. Portanto, a regra do produto implica
{\displaystyle (F'\cdot \sin -F\cdot \cos )'=f\cdot \sin \!}
Pelo teorema fundamental do cálculo
{\displaystyle \int _{0}^{\pi }f(x)\sin(x)\,dx={\bigl (}F'(x)\sin x-F(x)\cos x{\bigr )}{\Big |}_{0}^{\pi }.\!}
Como sen 0 = sen π = 0 e cos 0 = – cos π = 1 (aqui é usada a caracterização de π mencionada acima, como um zero da função seno), resulta que a afirmação 2 é verdadeira.
Conclusão: Como f(x) > 0 e sin x > 0 para 0 < x < π (porque π é a menor raiz positiva da função seno), as afirmações 1 e 2 mostram que F(0) + F(π) é um inteiro positivo. Como 0 ≤ x(a – bx) ≤ πa e 0 ≤ sin x ≤ 1 para 0 ≤ x ≤ π, resulta da definição original de f, que
{\displaystyle \int _{0}^{\pi }f(x)\sin(x)\,dx\leq \pi {\frac {(\pi a)^{n}}{n!}}}
que é menor do que 1 para n grande, de modo que F(0) + F(π) < 1 para estes n, pela afirmação 2. Isso é impossível para o número inteiro positivoF(0) + F(π).
A prova acima é uma versão polida, que é mantida tão simples quanto possível em relação aos pré-requisitos, de uma análise da fórmula
{\displaystyle {\begin{aligned}\int _{0}^{\pi }f(x)\sin(x)\,dx&=\sum _{j=0}^{n}(-1)^{j}{\bigl (}f^{(2j)}(\pi )+f^{(2j)}(0){\bigr )}\\&\qquad +(-1)^{n+1}\int _{0}^{\pi }f^{(2n+2)}(x)\sin(x)\,dx,\end{aligned}}}
que é obtida através de 2n + 2 integrações por partes. A afirmação 2 essencialmente estabelece esta fórmula, onde o uso de F esconde as repetidas integrações por partes. A última integral desaparece porque f (2n + 2) é o polinômio nulo. A afirmação 1 mostra que a soma restante é um número inteiro.
A prova de Niven está mais perto da de Cartwright (e, portanto, da de Hermite) do que parece à primeira vista. Na verdade,
{\displaystyle {\begin{aligned}J_{n}(x)&=x^{2n+1}\int _{-1}^{1}(1-z^{2})^{n}\cos(xz)\,dz\\&=\int _{-1}^{1}{\bigl (}x^{2}-(xz)^{2}{\bigr )}^{n}x\cos(xz)\,dz.\end{aligned}}}
Portanto, a substituição xz = y transforma esta integral em
{\displaystyle \int _{-x}^{x}(x^{2}-y^{2})^{n}\cos(y)\,dy.}
Em particular,
{\displaystyle {\begin{aligned}J_{n}\left({\frac {\pi }{2}}\right)&=\int _{-\pi /2}^{\pi /2}\left({\frac {\pi ^{2}}{4}}-y^{2}\right)^{n}\cos(y)\,dy\\&=\int _{0}^{\pi }\left({\frac {\pi ^{2}}{4}}-\left(y-{\frac {\pi }{2}}\right)^{2}\right)^{n}\cos \left(y-{\frac {\pi }{2}}\right)\,dy\\&=\int _{0}^{\pi }y^{n}(\pi -y)^{n}\sin(y)\,dy\\&={\frac {n!}{b^{n}}}\int _{0}^{\pi }f(x)\sin(x)\,dx.\end{aligned}}}
Outra conexão entre as provas reside no fato de que Hermite já menciona que se f é uma função polinomial e
{\displaystyle F=f-f^{(2)}+f^{(4)}\mp \cdots ,}
então,
{\displaystyle \int f(x)\sin(x)\,dx=F'(x)\sin(x)-F(x)\cos(x),}
e a partir disso, segue-se que
{\displaystyle \int _{0}^{\pi }f(x)\sin(x)\,dx=F(\pi )+F(0).}

## Prova de  Bourbaki
Bourbaki descreve sua prova em linhas gerais em um exercício em seu tratado de Cálculo. Para cada número natural b e cada número inteiro não negativo n, defina
{\displaystyle A_{n}(b)=b^{n}\int _{0}^{\pi }{\frac {x^{n}(\pi -x)^{n}}{n!}}\sin(x)\,dx.}
Como Umn(b) é a integral de uma função definida em [0,π] que zera em 0 e em π e que é maior do que 0 nos demais pontos, Uman(b) > 0. Além disso, para cada número natural b, Uman(b) <1 para n suficientemente grande, porque
{\displaystyle (\forall x\in [0,\pi ]):x(\pi -x)\leq \left({\frac {\pi }{2}}\right)^{2}}
e portanto
{\displaystyle A_{n}(b)\leq \pi b^{n}{\frac {1}{n!}}\left({\frac {\pi }{2}}\right)^{2n}=\pi {\frac {(b\pi ^{2}/4)^{n}}{n!}}.}
Por outro lado, a integração por partes recursivamente permite a dedução de que, se a e b são números naturais tais que π = a/b e f é a função polinomial de [0,π] em R definida por
{\displaystyle f(x)={\frac {x^{n}(a-bx)^{n}}{n!}},}
então:
{\displaystyle {\begin{aligned}A_{n}(b)&=\int _{0}^{\pi }f(x)\sin(x)\,dx\\&=\left[-f(x)\cos(x)\right]_{x=0}^{x=\pi }-\left[-f'(x)\sin(x)\right]_{x=0}^{x=\pi }+\cdots \pm \left[f^{(2n)}(x)\cos(x)\right]_{x=0}^{x=\pi }\pm \int _{0}^{\pi }f^{(2n+1)}(x)\cos(x)\,dx.\end{aligned}}}
Esta última integral é 0 pois f(2n + 1) é a função nula (já que f é uma função polinomial de grau 2n). Como cada função f(k) (com 0 ≤ k ≤ 2n) assume valores inteiros em 0 e em π (ver afirmação 1 da prova de Niven) e como o mesmo acontece com as funções seno e cosseno, isto prova que An(b) é um inteiro. Como ele também é maior do que 0, ele deve ser um número natural. Mas também foi mostrado que An(b) <1 se n é suficientemente grande, chegando deste modo a uma contradição.
Esta prova é bastante próxima a de Niven, sendo a principal diferença entre elas a forma como é demonstrado que os números An(b) são inteiros.

## Prova de  Laczkovich
A prova de Miklós Laczkovich é uma simplificação da prova original de Lambert. Ele considera as funções
{\displaystyle {\begin{aligned}f_{k}(x)&=1-{\frac {x^{2}}{k}}+{\frac {x^{4}}{2!k(k+1)}}-{\frac {x^{6}}{3!k(k+1)(k+2)}}+\cdots \\&{}\quad (k\notin \{0,-1,-2,\ldots \}).\end{aligned}}}
Estas funções estão claramente definidas para todo x ∈ R. Além disso
{\displaystyle f_{1/2}(x)=\cos(2x){\text{ and }}f_{3/2}(x)={\frac {\sin(2x)}{2x}}.}
Afirmação 1: Vale a seguinte relação de recorrência:
{\displaystyle (\forall x\in \mathbb {R} ):{\frac {x^{2}}{k(k+1)}}f_{k+2}(x)=f_{k+1}(x)-f_{k}(x).}
Prova: Isto pode ser provado comparando os coeficientes das potências de x.
Afirmação 2: Para cada x ∈ R, {\displaystyle \lim _{k\to +\infty }f_{k}(x)=1.}
Prova: De fato, a sequência x2n/n! é limitada (pois converge para 0) e se C é uma cota superior e se k > 1, então
{\displaystyle {\bigl |}f_{k}(x)-1{\bigr |}\leqslant \sum _{n=1}^{\infty }{\frac {C}{k^{n}}}=C{\frac {1/k}{1-1/k}}={\frac {C}{k-1}}.}
Afirmação 3: Se x ≠ 0 e se x2 é racional, então
{\displaystyle (\forall k\in \mathbb {Q} \setminus \{0,-1,-2,\ldots \}):f_{k}(x)\neq 0{\text{ and }}{\frac {f_{k+1}(x)}{f_{k}(x)}}\notin \mathbb {Q} .}
Prova: Caso contrário, existiria um número y ≠ 0 e inteiros a e b tais que fk(x) = ay e fk + 1(x) = by. Para ver o porquê, considere y = fk + 1(x), a = 0 e b = 1 se fk(x) = 0; caso contrário, escolha inteiros a e b tais que fk + 1(x)/fk(x) = b/a e defina y = fk(x)/a = fk + 1(x)/b. Em cada caso, y não pode ser 0, pois senão resultaria da afirmação 1 que cada fk + n(x) (n ∈ N) seria igual a 0, o que contradiria a afirmação 2. Agora, tome um número natural c tal que todos os números bc/k, ck/x2 e c/x2 sejam inteiros e considere a sequência
{\displaystyle g_{n}={\begin{cases}f_{k}(x)&{\text{ if }}n=0\\{\frac {c^{n}}{k(k+1)\cdots (k+n-1)}}f_{k+n}(x)&{\text{ otherwise.}}\end{cases}}}
Então
{\displaystyle g_{0}=f_{k}(x)=ay\in \mathbb {Z} y{\text{ and }}g_{1}={\frac {c}{k}}f_{k+1}(x)={\frac {bc}{k}}y\in \mathbb {Z} y.}
Por outro lado, resulta da afirmação 1 que
{\displaystyle {\begin{aligned}g_{n+2}&={\frac {c^{n+2}}{x^{2}k(k+1)\cdots (k+n-1)}}\cdot {\frac {x^{2}}{(k+n)(k+n+1)}}f_{k+n+2}(x)\\&={\frac {c^{n+2}}{x^{2}k(k+1)\cdots (k+n-1)}}f_{k+n+1}(x)-{\frac {c^{n+2}}{x^{2}k(k+1)\cdots (k+n-1)}}f_{k+n}(x)\\&={\frac {c(k+n)}{x^{2}}}g_{n+1}-{\frac {c^{2}}{x^{2}}}g_{n}\\&=\left({\frac {ck}{x^{2}}}+{\frac {c}{x^{2}}}n\right)g_{n+1}-{\frac {c^{2}}{x^{2}}}g_{n},\end{aligned}}}
que é uma combinação linear de gn + 1 e gn com coeficientes inteiros. Então, cada gn é um múltiplo inteiro de y. Além disso, resulta da afirmação 2 que cada gn é maior do que 0 (e consequentemente que gn ≥ |y|) se n é grande o bastante e que a sequência de todas as gn's converge para 0. Mas uma sequência de números maiores ou iguais a |y| não pode convergir para 0.
Como f1/2(π/4) = cos(π/2) = 0, resulta da afirmação 3 que π2/16 é irracional e que portanto π é irracional.
Por outro lado, como
{\displaystyle \tan x={\frac {\sin x}{\cos x}}=x{\frac {f_{3/2}(x/2)}{f_{1/2}(x/2)}},}
outra consequência da afirmação 3 é que, se x ∈ Q\{0}, então tan x é irracional.
A prova de Laczkovich é, realmente sobre a função hipergeométrica. De fato, fk(x) = 0F1(k; −x2) e Gauss encontrou uma expansão em frações contínuas da função hipergeométrica usando sua equação funcional. Isto permitiu que Laczkovich encontrasse uma nova prova mais simples para o fato de que a função tangente tem a expansão em frações contínuas que Lambert havia descoberto.
O resultado de Laczkovich também pode ser expresso em funções de Bessel do primeiro tipo Jν(x). De fato, Γ(k)Jk − 1(2x) = xk − 1fk(x). Então o resultado de Laczkovich é equivalente a: Se x ≠ 0 e se x2 é racional, então
{\displaystyle (\forall k\in \mathbb {Q} \setminus \{0,-1,-2,\ldots \}):{\frac {xJ_{k}(x)}{J_{k-1}(x)}}\notin \mathbb {Q} .}